# Styrol-Monooxygenase
Styrol-Monooxygenase (SMO) ist ein Enzym in Bakterien. Es katalysiert die endotherme chemische Reaktion
Styrol + FADH2 + O2 ↔ (S)-2-Phenyloxiran + FAD + H2O
als ersten Schritt des aeroben Styrol-Abbauweges von Bakterien. Das Produkt 2-Phenyloxiran (Styroloxid) kann von einer Styroloxid-Isomerase (SOI) zu Phenylacetaldehyd isomerisiert werden. Letzteres wird durch eine Phenylacetaldehyd-Dehydrogenase (EC 1.2.1.39) zu Phenylessigsäure, einem Schlüsselintermediat, weiter oxidiert.
Entsprechend der EC-Nummer gehört das Enzym (SMO) zur Gruppe der Oxidoreduktasen und ist vom Cofaktor FAD abhängig, so dass es als external flavoprotein monooxygenase klassifiziert wurde (Untergruppe: Typ E). Es bildet ein Zweikomponenten-System mit einer Reduktase (StyB, StyA2B). Die Reduktase nutzt ausschließlich NADH, um FAD zu reduzieren, welches dann zur Oxygenase  (StyA, StyA1) transferiert wird. Zwei Typen des Enzymes sind bisher dokumentiert: StyA/StyB (bezeichnet als E1), zuerst in Pseudomonas-Arten beschrieben, und StyA1/StyA2B (bezeichnet als E2), zuerst in Actinobakterien beschrieben. Der E1-Typ scheint häufiger in der Natur vorzukommen und besteht aus einer einzelnen Monooxygenase (StyA), welche durch eine einzelne Reduktase (StyB) unterstützt wird. Der E2-Typ setzt sich jedoch anders zusammen. Er besteht aus einer Haupt-Monooxygenase (StyA1) und einem Fusionsprotein aus Monooxygenase und Reduktase (StyA2B). Letzteres ist die Quelle für reduziertes FAD (Reduktase) und hat zudem etwas Nebenaktivität als Oxygenase. Bisher führen alle Styrol-Monooxygenasen eine enantioselektive Epoxidierung von Styrol und chemisch analogen Verbindungen aus, was sie für biotechnologische Anwendungen interessant macht.
2021 wurden erstmals Styrol-Monooxygenasen beschrieben, welche eine (R)-Selektivität aufweisen.